# Jak zabić starszą panią
Jak zabić starszą panią (ang. The Ladykillers) – brytyjska komedia kryminalna z 1955 roku w reżyserii Alexandra Mackendricka, zrealizowana w angielskim stylu z błyskotliwymi dialogami. Ostatni angielski film nakręcony w Technikolorze. Hollywodzki remake filmu nakręcili bracia Coen jako Ladykillers, czyli zabójczy kwintet (2004).

## Fabuła
Do londyńskiego domeczku zdziwaczałej starszej pani wprowadza się lokator, który przyjmuje także gości i razem udają, że grają jako kwintet smyczkowy. W rzeczywistości, przygotowują oni napad na furgonetkę, która przywozi pieniądze na pobliski dworzec King’s Cross Station. Chcą także posłużyć się starszą panią w celu wyprowadzenia ukradzionych pieniędzy ze strefy objętej kordonem policji po akcji.
Napad odbywa się prawidłowo, choć, wskutek dziwactw starszej pani, z licznymi niepotrzebnymi a mrożącymi krew w żyłach perypetiami. Prawdziwe kłopoty zaczynają się, kiedy futerał na wiolonczelę ukrywający pieniądze przypadkowo wysypuje przed starszą panią swą zawartość.